# Andreas Samaris
Andreas Samaris (em grego: Ανδρέας Σάμαρης; Patras, 13 de junho de 1989) é um ex-futebolista grego que atuava como volante. Foi convocado para defender a Grécia na Copa do Mundo de 2014.

## Carreira
Começou a sua carreira profissional em 2006, no Panachaiki, depois de passar dez anos nas categorias de base do PAO Patras. Assinou pelo Panionos em 2010 e chegou ao Olympiacos em 2013, onde foi campeão e uma das figuras-chave.

### Panachaiki
Com dezessete anos, Samaris assinou o primeiro contrato profissional, com o Panachaiki, da terceira divisão grega. O jogador era considerado uma das maiores promessas e tudo correu bem nas primeiras duas temporadas, mas na altura de renovar contrato, e por não concordar com os termos, foi colocado de parte pela equipe técnica. Acabou por rescindir por mútuo acordo, em 2009, com o presidente da equipe, um dos mais famosos advogados gregos, a acusar Samaris de lesionar intencionalmente os colegas por não ser opção do treinador, algo que acabou por não ser confirmado.

### Panionios
No início de 2010, assinou pelo Panionios, da primeira divisão, depois de uma semana de testes.

### Benfica
Chegou ao Benfica na temporada 2014–15, pela quantia de 9 milhões de euros. Apesar da desconfiança inicial, Samaris firmou-se como titular absoluto do conjunto treinado por Jorge Jesus, que viria a conquistar a Primeira Liga, a Taça da Liga e a Supertaça.

#### 2015–16
Com a chegada do treinador Rui Vitória, o grego parecia começar a perder espaço na posição de volante. No entanto, as constantes lesões do sérvio Ljubomir Fejsa devolveram-lhe espaço, fazendo dupla no meio-campo com o jovem Renato Sanches. Samaris marcou seu primeiro gol pelo clube da Luz no dia 29 de agosto de 2015, contra o Moreirense, numa vitória por 3–2. Voltaria a marcar, de falta, no dia 1 de abril de 2016, numa vitória de 5–1 frente ao Sporting de Braga. Acabou por ter um papel importante numa equipe que conquistou a Primeira Liga e a Taça da Liga.

#### 2016–17
A enorme preponderância de Ljubomir Fejsa no esquema de Rui Vitória fez com que o grego fosse sempre uma solução de recurso, embora continuasse a ser sempre um favorito dos fãs, pelo profissionalismo e empenho demonstrado (começou a falar fluentemente português). Embora realizasse somente 32 jogos (sem marcar gols), esteve presente como titular no duplo confronto com o Porto e contra o Borussia Dortmund, na pesada derrota que sacramentou a eliminação do Benfica da Liga dos Campeões da UEFA.
No dia 23 de maio de 2017, Samaris foi punido com quatro jogos de suspensão por conta de um soco no zagueiro Diego Ivo, do Moreirense.

### Coritiba
Teve a sua contratação anunciada pelo Coritiba no dia 1 de setembro de 2023. Aos 35 anos, o jogador assinou com a equipe até o fim do Campeonato Brasileiro.
Em novembro, após ter o rebaixamento no Brasileirão confirmado, o Coritiba anunciou, via X (Twitter), que cinco jogadores do elenco, entre eles Samaris, haviam sido dispensados pelo clube.

## Estilo de jogo
No início da sua carreira, era mais frequente vê-lo a atuar como meia central ou ate meia ofensivo mas, após a sua chegada ao Benfica apostou nele atuando como volante. Jogador de posse, sabe construir jogo, embora não seja exímio no passe longo, mas impõe o físico (1,89 m) com naturalidade. Chegou a ser utilizado por Rui Vitória como zagueiro, num momento em que o time encarnado possuía muitos lesionados no departamento médico. Samaris finaliza bem, principalmente nas cobranças de falta, mas tem no jogo aéreo (ofensivo e defensivo) um ponto a melhorar.

## Vida pessoal
A mãe fez de tudo para que ele não fosse jogador de futebol. Samaris jogou em clubes desde os sete anos, fazendo toda a formação na equipe onde o seu pai tinha jogado como goleiro. Durante esse tempo, a mãe não concordava que fosse esse o futuro do filho e foi bastante disciplinadora no que toca aos estudos, só se mostrando realmente conformada com a escolha do filho quando este marcou um golo pela seleção da Grécia, que dedicou à mãe, com a imprensa grega a especular que terá sido uma espécie de vingança, mas que o jogador negou.
O seu maior sonho a nível profissional é atingir o mesmo estatuto nacional e internacional de Kostas Katsouranis, a sua maior referência no futebol. Ao longo da sua carreira, Andreas Samaris viveu o mesmo problema que Katsouranis, com vários treinadores a arranjarem-lhe novas posições em campo, desde volante a meia ofensivo, passando pela zaga ou pelas laterais. Isso acabou por fazer do grego um jogador polivalente, mas com preferência como volante para observar melhor o terreno quando tem a bola. Segundo o próprio, identifica muito essas funções com as de Katsouranis, que considera ser um orgulho para o país, e gostaria de atingir o mesmo nível do antigo internacional grego.
Em 2012, antes de assinar pelo Olympiacos, Samaris ganhava pouco mais de mil euros mensais no Panionios. Um contrato de 20 mil euros por ano, numa altura em que a Grécia já estava imensamente mergulhada numa terrível crise financeira, acabou por ser uma excelente almofada, como o próprio jogador confirmou, embora sofresse bastante com os salários em atraso e só tenha ultrapassado dificuldades financeiras quando começou a jogar pelo campeão grego. Um ano depois, estava na Seleção e assinava contrato com o Benfica.
Enviou pacotes com computadores para uma instituição psiquiátrica infantil na Grécia. Em abril de 2015, leu que uma instituição da sua cidade não estava a receber do governo grego apoio informático e decidiu enviar toda a tecnologia necessária para o funcionamento informático do centro. Depois de falar com a sua mãe, que estava em contato com o diretor do centro, enviou um pacote surpresa para as instalações do centro e colocou ponto final num problema que durava quase há um ano, e que impedia as crianças de desenvolver aptidões informáticas.

## Títulos
Olympiacos
- Campeonato Grego: 2013–14

Benfica
- Primeira Liga: 2014–15, 2015–16, 2016–17 e 2018–19
- Taça da Liga: 2014–15 e 2015–16
- Supertaça Cândido de Oliveira: 2016 e 2017
- Taça de Portugal: 2016–17